# ائتلاف الحرية والعدالة
ائتلاف الحرية والعدالة هو ائتلاف مُعارض ظهر خلال الاحتجاجات السعودية 2011 - 2013 بالمنطقة الشرقية. تشكّل التحالف في آذار/مارس مم عام 2012 وقد استوحا الفكرة من ائتلاف شباب ثورة 14 فبراير البحريني كما اعتمد بعض تكتيكاته. يتكوّن الائتلاف من مجموعات واسعة من الناشطين من خلفيات أيديولوجية مُختلفة ولكنها تتحد في مطالبها من أجل مزيد من الديمقراطية، العدالة والحرية ثم حقوق الإنسان.
على الرغم من أن ائتلاف الحرية والعدالة قد نشطً في المنطقة الشرقية إلا أنه قد حظي بشهرة كبيرة حيث عمل على التنسيق مع مجموعات مختلفة في أجزاء أخرى من المملكة العربية السعودية. قام ائتلاف الحرية والعدالة بتنظيم مجموعة من الفعاليات في داخل السعودية لعلّ أبرزها:
- يوم الغضب في القطيف من أجل الإفراج عن السجناء المنسيين
- الثورة الشرقية
- حركة حرية الكرامة
- حرية حركة الشباب
- حركة شباب الإصلاح